# Diamesa hyperborea
Diamesa hyperborea är en tvåvingeart som beskrevs av Holmgren 1869. Diamesa hyperborea ingår i släktet Diamesa och familjen fjädermyggor. Enligt den finländska rödlistan är arten nära hotad i Finland. Arten är reproducerande i Sverige. Artens livsmiljö är källmiljöer. Inga underarter finns listade i Catalogue of Life.